# Frans G. Hu Kon
Frans G. Hu Kon (ur. 28 września 1915, zm. 3 lipca 1989) – indonezyjski piłkarz, reprezentant kraju. Podczas kariery występował na pozycji obrońcy.

## Kariera klubowa
Podczas kariery piłkarskiej Frans Hu Kon występował w klubie Spartak Batavia.

## Kariera reprezentacyjna
Frans Hu Kon występował w reprezentacji Indii Holenderskich w latach trzydziestych. W 1938 roku uczestniczył w mistrzostwach świata. Na mundialu we Francji wystąpił w przegranym 0-6 spotkaniu I rundy z Węgrami.